# فهرست علمای اهل سنت ایران
نوشتار پیش‌رو فهرستی‌ست که به علما و روحانیان سنی‌مذهبِ اهل ایران می‌پردازد. تاریخ‌های ذکرشده همگی به هجری قمری‌اند.اکثر علما و مردم تا قبل صفویان سنی مذهب بودند

## سدهٔ دوم
- محمد بخاری (۱۹۴–۲۵۶ ه‍.ق): معروف به امام بخاری، نویسندهٔ ایرانی کتاب مشهور صحیح بخاری.

## سدهٔ سوم
- مسلم بن حجاج نیشابوری (۲۰۶–۲۶۱ ه‍.ق): معروف به امام مسلم و نویسندهٔ کتاب مشهور صحیح مسلم.
- ابوبکر محمد ابن خزیمه (زاده ۲۲۳ هجری / درگذشته ۲ ذیقعده ۳۱۱ هجری - نیشابور)

## سدهٔ چهارم
- بدیع‌الزمان همدانی (۳۵۸–۳۹۸ ه‍.ق): کاتب عربی برجستهٔ ایرانی و بنیان‌گذار مقامه‌نویسی در ادبیات عربی.
- ابوبکر بیهقی (۳۸۴–۴۵۸ ه‍.ق): معروف به امام بیهقی از محدثان برجستهٔ اهل سنتِ شافعی‌مذهبِ ایرانی.

## سدهٔ پنجم
- ابی‌حامد محمد بن محمد غزالی (۴۵۰–۵۰۵ ه‍.ق): ملقب به امام محمد غزالی.[۱]
- عبدالقادر گیلانی (۴۷۱–۵۶۱ ه‍.ق): عارف، محدث و شاعر ایرانی. بنیان‌گذار سلسله تصوف قادریه.
- امام‌الحرمین جوینی (۴۱۹–۴۷۸ ه‍.ق): متکلم، دانشمند و فقیه شافعی‌مذهب، از مدرسین نظامیه نیشابور.
- خواجه نظام‌الملک طوسی (۴۰۸–۴۸۵ ه‍.ق): دانشمند وزیر نیرومند دو تن از شاهان دودمان سلجوقیان.
- ابو المحاسن رویانی (۴۱۵–۵۰۲ ه‍.ق): فقیه و قاضی شافعی مذهب طبرستان.

## سدهٔ ششم
- عطار نیشابوری (۵۴۰–۶۱۸ ه‍.ق): عارف و از شاعران بزرگ ایرانی ادبیات فارسی.
- فخر رازی (۵۴۴–۶۰۶ ه‍.ق): فقیه، متکلم، فیلسوف، مفسر و حکیم مسلمان ایرانی.
- شهاب‌الدین یحیی سهروردی (۵۴۹–۵۸۷ ه‍.ق): ملقب به شیخ اشراق و فیلسوف.[۱]
- سعدی [۲] (۶۰۹-۶۹۰)

## سدهٔ هفتم
- شیخ صفی‌الدین اردبیلی (۶۵۰–۷۳۵ ه‍.ق): شاعر، عارف و پایه‌گذار خانقاه صفوی در اردبیل.[۳]
- رکن‌الدین اوحدی مراغه‌ای (۶۷۳–۷۳۸ ه‍.ق) عارف و شاعر پارسی‌گوی ایرانی و اهل مراغه.
- حافظ(۷۲۷-۷۹۲ه.ق) شاعر ایرانی و عارف بلند مرتبه [۴]

## سدهٔ هشتم
- تفتازانی (۷۲۲–۷۹۲ ه‍.ق): فقیه، متکلم، منطق‌دان و ادیب ایرانی.

## سدهٔ دهم
- مجدالدین فیروزآبادی

## سدهٔ یازدهم
میرزا مخدوم شریفی

## سدهٔ دوازدهم
- بیتوشی

## معاصر
تاریخ‌های این بخش به هجری خورشیدی می‌باشد.
- احمد مفتی‌زاده (۱۳۱۳–۱۳۷۱ ه‍.ش): متفکر، مبارز و از رهبران اهل‌سنتِ پس‌از انقلاب ۵۷، بنیان‌گذار مکتب قرآن.
- مولوی عبدالحمید اسماعیل زهی(۱۳۲۶-ه.ش): امام جمعه زاهدان، عضو اتحادیه جهانی علمای مسلمان، عضو مجمع فقهی مکه
- شیخ عبدالقادر زاهدی(۱۲۷۹-ه-ش) امام جمعه سقز و نماینده مردم استان کردستان در دوره سوم مجلس خبرگان رهبری
- آیت‌الله محمد مردوخ کردستانی (۱۲۵۶–۱۳۵۴ ه‍.ش): امام جمعه سنندج در عهد قاجار و پهلوی.
- محمدعثمان سراج‌الدین نقشبندی (۱۲۷۵–۱۳۷۵ ه‍.ش): از مشهورترین مرشد معاصر طریقت نقشبندی.
- سید محمدطاهر سیدزاده هاشمی(۱۲۹۳–۱۳۷۰ ه‍.ش): عالم؛ شاعر ؛ مورخ و خطاط
- عبدالعزیز ملازاده (۱۲۹۵–۱۳۶۶ ه‍.ش): از رهبران اهل‌سنتِ پس‌از انقلاب ۵۷، عضو مجلس خبرگان قانون اساسی.
- عبدالله سوری (۱۳۰۰–۱۳۷۴ ه‍.ش): نماینده سقز و بانه در مجلس شورای اسلامی ایران و امام جمعه بانه.
- عزالدین حسینی (۱۳۰۱–۱۳۸۹ ه‍.ش): از شخصیت‌های دینی و سیاسی کرد، رهبر حزب کومله کردستان ایران.
- بابا مردوخ روحانی (۱۳۰۲–۱۳۶۷ ه‍.ش): عالم، محقق و نویسندهٔ کتاب سه‌جلدی تاریخ مشاهیر کرد.
- ملامحمد ربیعی (۱۳۱۱–۱۳۷۵ ه‍.ش): مفتیِ مذهب شافعی، نویسنده، امام جمعه و خطیبِ مسجد جامع شافعی کرمانشاه.
- نظرمحمد دیدگاه (۱۳۱۳– ه‍.ش): نمایند حوزه انتخابیه ایرانشهر در اولین دوره مجلس شورای اسلامی، عضو شورای شمس.
- مصطفی خرم‌دل (۱۳۱۵– ه‍.ش): قرآن‌پژوهش و مفسر کرد، نویسندهٔ ۳ تفسیر قرآن به زبان عربی، فارسی و کردی.
- جلال جلالی‌زاده (۱۳۳۹– ه‍.ش): استاد دانشگاه، نویسنده، مترجم و نماینده ادوار مجلس ایران
- ناصر سبحانی (۱۳۳۰–۱۳۶۸ ه‍.ش): مفسر قرآن، از بنیان‌گذاران اخوان‌المسلمین ایران، مخالف و منتقد شیعه و جمهوری اسلامی.
- عبدالرحیم ملازاده (۱۳۳۷– ه‍.ش): عالم، مجری و مؤسس «شبکه وصال فارسی»، منتقد مذهب شیعه و جمهوری اسلامی ایران.
- فاروق فرساد (۱۳۴۰–۱۳۷۴ ه‍.ش): عالم، فعال اهل‌سنت و مخالف جمهوری اسلامی، از شاگردان احمد مفتی‌زاده.
- یاسین قاسمی بجد (۱۳۶۷ - ه.ش): نویسنده، فعال فرهنگی اهل سنت، زندانی عقیدتی-سیاسی و مدیر انتشارات کتاب یاسین
- احمد فخری (1312-1403ه.ش): نویسنده فعال سیاسی فرهنگی وشاعر بود ایشان به مدت 43 سال امام جمعه شهرستان جوانرود بودند که توسط رژیم ایران در تظاهرات سال 1401 برکنار شد.
- ماموستا ملاسیف الله (1334-ه ش): مبارزه علیه رژِیم جمهوری اسلامی و اکنون در زندان به سر می برد که حکم تبعید به اردبیل او اماده است. او اهل شهر مقاوم جوانرود که معروف به شهر یاران شهید ماموستا ربیعی است